# Södermanlands runinskrifter 351
Runinskrift Sö 351 är en runsten som nu står vid Överjärna kyrka i Överjärna socken och Södertälje kommun i Södermanland.

## Stenen
Stenen är endast delvis bevarad och dess ursprungliga plats är okänd. Tidigare stod den i södra kyrkogårdsmuren tills den restes 1983 på sin nuvarande plats vid kyrkan. Materialet är ljusgrå granit, höjden är 122 cm, bredden 95 cm och runornas höjd är 9 cm. Ornamentiken består av en runslinga som innesluter ett korsat kors. Inskriften från 1000-talet handlar om ett dråp och lyder i översättning:

## Inskriften
Translitterering av runraden:
...[u] + raisti + stain + þansi + at + uikaiʀ + faþur + sin + uinr ...abu + h-n ×
Normalisering till runsvenska:
... ræisti stæin þannsi at Vigæiʀ, faður sinn. Vindr [dr]apu h[a]nn.
Översättning till nusvenska:
... reste denna sten efter Viger, sin fader. Vender dräpte honom.
Stenen är mycket lika Sö 350 och Sö 352. Det hade, liksom på Sö 352, funnits en båt, som har en del av  ena stäven bevarat på höger sidan.